# Solenopsis (botanica)
Solenopsis G. Presl, 1836 è un genere di piante della famiglia Campanulaceae, sottofamiglia delle Lobelioideae.

## Tassonomia
Comprende le seguenti specie:
- Solenopsis antiphonitis Hadjik. & Hand
- Solenopsis bicolor (Batt.) Greuter & Burdet
- Solenopsis bivonae (Tineo) M.B.Crespo, Serra & Juan
- Solenopsis corsica (Meikle) M.B.Crespo, Serra & Juan
- Solenopsis laurentia (L.) C.Presl
- Solenopsis minima (Sims) M.B.Crespo, Serra & Juan
- Solenopsis minuta (L.) C.Presl
- Solenopsis mothiana C.Brullo, Brullo & Giusso